# جک کاروترز
جک کاروترز (انگلیسی: Jack Carruthers; ۲۹ نوامبر ۱۹۰۱ – ۱۰ نوامبر ۱۹۴۷) بازیکن فوتبال بود.
از باشگاه‌هایی که در آن بازی کرده‌است می‌توان به باشگاه فوتبال برایتون اند هوو آلبیون اشاره کرد.